# ترارگو ویجیونا
ترارگو ویجیونا (به ایتالیایی: Trarego Viggiona) یک کومونه در ایتالیا است که در استان وربانو-کوزیو-اوسولا واقع شده‌است. ترارگو ویجیونا ۱۸٫۸ کیلومتر مربع مساحت و ۳۷۵ نفر جمعیت دارد و ۷۷۱ متر بالاتر از سطح دریا واقع شده‌است.